# Михаел Лајтаровски
Михаел Лајтаровски (хебр. מיכאל לייטרובסקי, романизовано Michael Laitarovsky; 15. август 1999) израелски је пливач чија ужа специјалност су трке леђним стилом. 

## Спортска каријера
Лајтаровски је дебитовао на међународној пливачкој сцени 2017, на европском јуниорском првенству у Нетањи где је освојио високо пето место у финалу трке на 50 метара леђним стилом. 
Две године касније је дебитовао и на сениорским такмичењима, прво на светском првенству у корејском Квангџуу 2019 (16. место у полуфиналу трке на 50 леђно), а потом пар месци касније и на европском првенству у малим базенима у Глазгову. 